# Amalosia
Amalosia — рід геконоподібних ящірок родини диплодактилідів (Diplodactylidae). Представники цього роду є ендеміками Австралії.

## Види
Рід Amalosia нараховує 10 видів:
- Amalosia capensis Hoskin & Couper, 2023
- Amalosia hinesi Hoskin & Couper, 2023
- Amalosia jacovae (Couper, Keim & Hoskin, 2007)
- Amalosia lesueurii (A.M.C. Duméril & Bibron, 1836)
- Amalosia nebula Hoskin & Couper, 2023
- Amalosia obscura (King, 1985)
- Amalosia queenslandia Hoskin & Couper, 2023
- Amalosia rhombifer (J.E. Gray, 1845)
- Amalosia robusta (Boulenger, 1885)
- Amalosia saxicola Hoskin & Couper, 2023

## Етимологія
Наукова назва роду Amalosia походить від слова дав.-гр. αμαλος — стрункий, ніжний.